# Dariusz Grudzień
Dariusz Grudzień (ur. 7 lipca 1965 w Starachowicach) – polski gitarzysta basowy, grający rocka. kompozytor, producent muzyczny, organizator koncertów i festiwali, współzałożyciel grupy Azyl P.

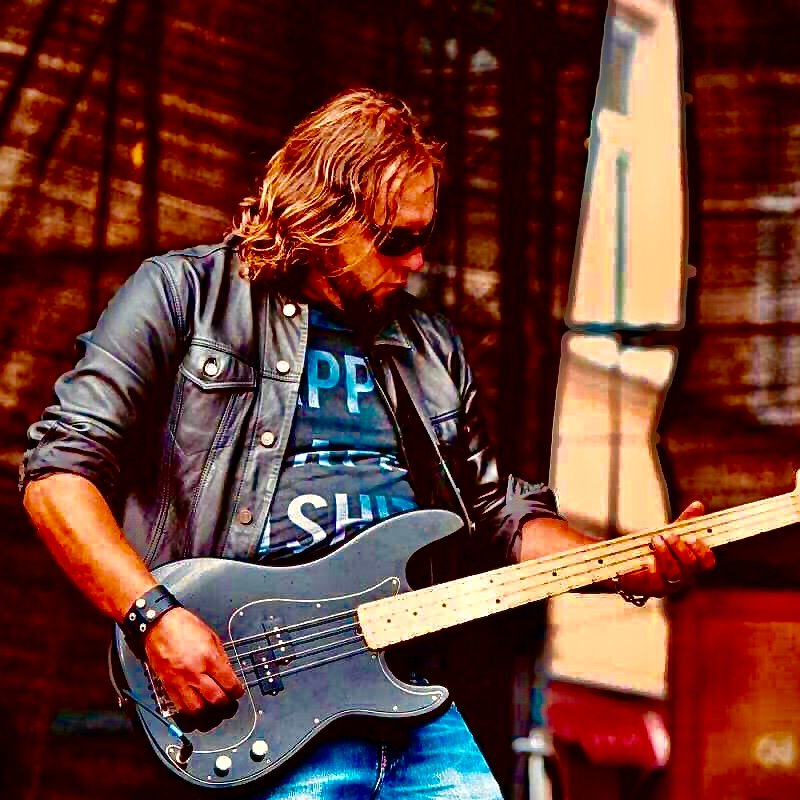
Darek Grudzień

Głównie znany jest z występów w hardrockowym zespole z Szydłowca, Azyl P. Po rozpadzie zespołu w 1986 roku, został muzykiem, radomskiej grupy Ira. Nagrał z nią jedną płytę Ira wydaną w grudniu 1989 roku. Na początku roku 1990 opuścił zespół.
Azyl P. dwukrotnie próbował swego powrotu na scenę, w 1996 roku Andrzej Siewierski i Dariusz Grudzień pod szyldem Azyl P. zarejestrowali demo z niewydanym nigdy do tej pory materiałem. Wśród utworów zamieszczonych na kasecie MC znalazła się m.in. ballada „Jest jeszcze na Ciebie czas”, w 2005 roku do sieci wyciekły nowe nagrania grupy– „Buty czerwone” i „Pod wiatr”.
W lipcu 2006 Dariusz Grudzień założył zespół o nazwie Full Blackstone. W 2008 roku zorganizował koncert pamięci tragicznie zmarłego przyjaciela Andrzeja Siewierskiego „Jest jeszcze na Ciebie czas”, w drugiej edycji w 2010 roku przekształcony już w Festiwal „Rock na Zamku” im. Andrzeja Siewierskiego. Po latach przerwy jako  autor, dyrektor artystyczny i reżyser koncertów zainicjował i zorganizował  kolejne – w 2015, 2016, 2018, 2019, i w 2022  roku. Z reaktywowanym Azylem P. występowały gwiazdy rocka, m.in. Muniek Staszczyk (T.Love), Marek Piekarczyk (TSA), Krzysztof Jaryczewski (Oddział Zamknięty), potem dołączyli zdolni muzycy młodego pokolenia – Maciej Silski, Ania Brachaczek, Ania Rusowicz i meksykański laureat programu The Voice of Poland – Juan Carlos Cano. A w  2022  roku Tomasz Organek   i  Kasia Kowalska.

## Dyskografia
- 1985 Live (Klub Płytowy Razem)
- 1986 Nalot (Klub Płytowy Razem)
- 1989 Ira (Pronit)
- 2017 Azyl P. i przyjaciele (Polskie Radio)